# Hella Riede
Hella Riede (* 24. Oktober 1938 in Erfurt) ist eine ehemalige deutsche Tennisspielerin.

## Karriere
Die am 24. Oktober 1938 als Hella Vahley geborene Erfurterin sammelte als Kind Bälle für ihren späteren Mixedpartner Werner Rautenberg. Nachdem sie bei den Balljungenturnieren einen guten Eindruck hinterlassen hatte, wurde sie in die Jugendmannschaft des heutigen Clubs Rot-Weiß Erfurt aufgenommen. 1954 durfte Vahley als Ersatzspielerin zu den Jugendmeisterschaften fahren, die sie überraschend gewann. Dadurch wurde der Altmeister Karl-Heinz Sturm auf sie aufmerksam und überzeugte ihre Eltern, die talentierte Tochter in die Obhut des Sportclubs von Halle zu übergeben. Nur ein Jahr später trainierte die Erfurterin an der Saale, wo sie später an der Martin-Luther-Universität Sport studierte. Mit 23 Jahren errang Vahley die internationale Meisterschaft von Polen und nahm als Nummer zwei der DDR-Rangliste 1963 mit Peter Fährmann an den Games of the New Emerging Forces teil, wo sie im Doppel mit der Russin Irina Jermolova-Rjasanowa die Silbermedaille errang. Diese Reise in die indonesische Hauptstadt Jakarta war die weiteste, die DDR-Tennisspieler im Auftrag ihres Landes zurücklegten.
Das Jahr 1965 wurde für Hella Vahley dann privat wie sportlich zu einem Höhepunkt. Kurz nach dem Turnier in Zinnowitz heiratete sie Dr. Dieter Riede, einstiger DDR-Meister über 100 und 200 Meter, und am Ende des Jahres löste sie ihre vier Jahre ältere Doppelpartnerin Eva Johannes als Nummer eins der DDR endgültig ab. Nach 1964 konnte die Sportlehrerin auch 1966 und von 1968 bis 1970 das Einzel beim „Internationalen“ von Zinnowitz gewinnen – so oft wie keine andere Spielerin.